# Ta'Kaiya Blaney
Ta'Kaiya Skoden Stoodis Kayden Gwanden Blaney (nacida 2000/2001) es un cantante, actriz, y activista ambiental de la Nación Tla A'min en Columbia Británica, Canadá. Es conocida por dar discursos en reuniones de la ONU en todo el mundo, incluidos Río+20 y TUNZA UN. 
Protagonizó la película Kayak to Klemtu del 2017, por la que ganó un premio Leo a Mejor Actriz en el 2018.

## Premios
En 2020, recibió el premio Indspire Award.